# Автомобільна інженерія
Автомобільна інженерія разом з аерокосмічною технікою та морською архітектурою є галуззю транспортної техніки, яка включає в себе елементи механічної, електричної, електронної техніки, програмного забезпечення та техніки безпеки, які застосовуються до проектування, виробництва та експлуатації мотоциклів, автомобілів і вантажівок та їх відповідні інженерні підсистеми. Це також включає модифікацію транспортних засобів. Сюди також включено виробництво, яке займається створенням і складанням цілих частин автомобілів. Галузь автомобільної техніки вимагає інтенсивних досліджень і включає пряме застосування математичних моделей і формул. Вивчення автомобільної інженерії полягає в проектуванні, розробці, виготовленні та тестуванні транспортних засобів або компонентів транспортних засобів від етапу концепції до етапу виробництва. Виробництво, розробка та виробництво є трьома основними функціями в цій галузі.

## Дисципліни

### Автомобільна техніка
Автомобільна техніка – це галузь інженерної науки, яка навчає виробництву, конструюванню, механічним механізмам, а також роботі з автомобілями. Це вступ  до транспортної техніки, яка стосується мотоциклів, автомобілів, автобусів, вантажівок тощо. Він включає галузеве вивчення механічних, електронних, програмних і елементів безпеки. Деякі з інженерних атрибутів і дисциплін, які важливі для автомобільного інженера, включають:
Техніка безпеки: Техніка безпеки – це оцінка різних сценаріїв аварій та їхнього впливу на пасажирів транспортного засобу. Вони перевірені  проти дуже суворих урядових постанов. Деякі з цих вимог включають: тестування ременів безпеки та подушок безпеки, тестування на фронтальний і бічний удар, а також тестування на стійкість до перекидання. Оцінки проводяться за допомогою різних методів і інструментів, включаючи комп’ютерне моделювання аварій (зазвичай аналіз скінченних елементів), манекен для краш-тестів, а також часткові системні аварії та повні аварії автомобіля.

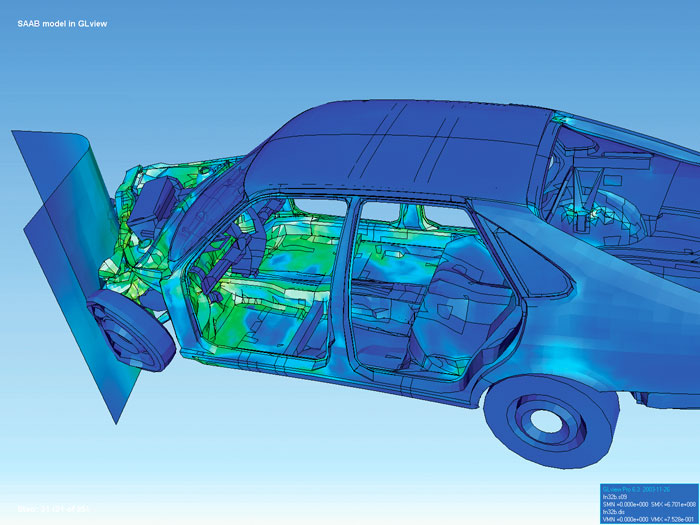
Візуалізація того, як автомобіль деформується під час асиметричного зіткнення, за допомогою аналізу кінцевих елементів

Економія палива/викиди: економія палива – це виміряна паливна ефективність автомобіля в милях на галон або кілометрах на літр. Випробування викидів охоплює вимірювання викидів транспортних засобів, включаючи вуглеводні, оксиди азоту (NOx), оксид вуглецю (CO), вуглекислий газ (CO2) і викиди в результаті випаровування.
Техніка NVH (шум, вібрація та жорсткість): NVH передбачає зворотний зв’язок з клієнтом (як тактильний [відчуваний], так і звуковий [чутний]) щодо автомобіля. У той час як звук можна інтерпретувати як брязкіт, вереск або гарячість, тактильною реакцією може бути вібрація сидіння або дзижчання в кермі. Цей зворотний зв’язок генерується компонентами, що тертяться, вібрують або обертаються. Реакцію NVH можна класифікувати різними способами: шум трансмісії NVH, дорожній шум, шум вітру, шум компонентів, а також скрип і брязкіт. Зверніть увагу, є як хороші, так і погані якості NVH. Інженер NVH працює над тим, щоб або усунути погану NVH, або змінити «погану NVH» на хорошу (тобто звуки вихлопу).
Автомобільна електроніка: автомобільна електроніка стає дедалі важливішим аспектом автомобільної техніки. Сучасні транспортні засоби використовують десятки електронних систем. Ці системи відповідають за робочі органи керування, такі як дросельна заслінка, гальма та кермо; а також багато систем комфорту та зручності, таких як HVAC, інформаційно-розважальна система та системи освітлення. Автомобілі не могли б відповідати сучасним вимогам безпеки та економії палива без електронного керування.
Ефективність: продуктивність — це величина здатності автомобіля працювати в різних умовах, яку можна виміряти та перевірити. Продуктивність можна розглядати в багатьох завданнях, але зазвичай це пов’язано  залежно від того, наскільки швидко автомобіль може розігнатися (наприклад, час старту з місця, 1/4 милі, що минув, 0–60 миль/год тощо), його максимальна швидкість (неоднозначність) максимальна швидкість, як коротко і швидко автомобіль може повністю зупинитися після заданої швидкості (наприклад, 70-0 миль/год), яку силу перевантаження автомобіль може створити, не втрачаючи зчеплення, зареєстрований час кола, швидкість на поворотах, згасання гальм тощо. Ефективність також може відображати рівень керування в негоду (сніг, лід, дощ).
Якість перемикання: якість перемикання – це сприйняття транспортного засобу водієм до події перемикання автоматичної коробки передач. На це впливає трансмісія (двигун, трансмісія) і транспортний засіб (карданна передача, підвіска, кріплення двигуна та трансмісії тощо). Відчуття перемикання передач – це тактильна (відчувається) і звукова (почувається) реакція автомобіля. Якість перемикання передач сприймається як різні події: перемикання передач відчувається як перемикання на вищу передачу при прискоренні (1–2) або маневр перемикання на нижчу передачу під час проходження (4–2). Також оцінюється перемикання передач транспортного засобу, як-от «Паркування заднім ходом» тощо.
Довговічність / корозійна інженерія: довговічність та корозійна техніка – це оцінка випробувань транспортного засобу на предмет його корисного використання. Випробування включають накопичення пробігу, важкі умови водіння та корозійні соляні ванни.
Керованість: керованість – це реакція автомобіля на загальні умови водіння. Холодний запуск і зупинка, падіння частоти обертання, реакція на холостому ході, вагання при запуску та спотикання, а також рівні продуктивності. 
Вартість: вартість програми транспортного засобу зазвичай розподіляється  у вплив на змінну вартість транспортного засобу, а також початкові інструменти та постійні витрати, пов’язані з розробкою автомобіля. Існують також витрати, пов’язані зі скороченням гарантії та маркетингом.
Розклад програми : певною мірою програми розраховані на ринок, а також на виробничі графіки складальних підприємств. Будь-яка нова частина конструкції повинна відповідати графіку розробки та виробництва моделі.
Здійсненність складання: легко спроектувати модуль, який важко зібрати, що призведе до пошкодження елементів або низьких допусків. Кваліфікований інженер-розробник продукту працює з інженерами-монтажниками/виробниками, щоб кінцеву конструкцію було легко та дешево виготовити та зібрати, а також забезпечити належну функціональність та зовнішній вигляд.
Управління якістю : контроль якості є важливим фактором у виробничому процесі, оскільки висока якість необхідна для задоволення вимог замовника та уникнення дорогих кампаній відкликання. Складність компонентів, задіяних у виробничому процесі, вимагає поєднання різних інструментів і методів контролю якості. Тому International Automotive Task Force (IATF), група провідних світових виробників і торгових організацій, розробила стандарт ISO/TS 16949. Цей стандарт визначає вимоги до проектування, розробки, виробництва та (за необхідності) встановлення та обслуговування. Крім того, він поєднує принципи ISO 9001 з аспектами різних регіональних і національних автомобільних стандартів, таких як AVSQ (Італія), EAQF (Франція), VDA6 (Німеччина) і QS-9000 (США). Для подальшого мінімізації ризиків, пов’язаних із несправностями продукції та претензіями щодо відповідальності за автомобільні електричні та електронні системи, застосовується функціональна безпека дисципліни якості відповідно до ISO/IEC 17025.
З 1950-х років комплексний бізнес-підхід до тотального управління якістю (TQM) працює для постійного вдосконалення процесу виробництва автомобільної продукції та компонентів. Деякі з компаній, які запровадили TQM, включають Ford Motor Company, Motorola та Toyota Motor Company. 

## Службові функції

### Інженер-розробник
Інженер-розробник несе відповідальність за координацію доставки інженерних атрибутів повного автомобіля (автобуса, легкового автомобіля, вантажівки, мікроавтобуса, позашляховика, мотоцикла тощо) відповідно до вимог виробника автомобіля, урядових норм і клієнта, який купує продукт.
Подібно до системного інженера, інженер-розробник стурбований взаємодією всіх систем автомобіля. Незважаючи на те, що в автомобілі є кілька компонентів і систем, які повинні функціонувати відповідно до проекту, вони також повинні працювати в гармонії з усім автомобілем. Наприклад, основна функція гальмівної системи полягає в забезпеченні функціональності гальмування автомобіля. Разом з цим він також повинен забезпечувати прийнятний рівень: відчуття педалі (губчаста, жорстка), «шуму» гальмівної системи (скрегіт, тремтіння і т.д.) і взаємодії з ABS (антиблокувальною системою гальм).

### Інженер-технолог
Інженери-виробники несуть відповідальність за забезпечення належного виробництва автомобільних компонентів або повних транспортних засобів. Тоді як інженери-розробники відповідають за функціонування транспортного засобу, інженери-виробники відповідають за безпечне та ефективне виробництво автомобіля. Ця група інженерів складається з інженерів-технологів, координаторів логістики, інженерів-інструментів, інженерів-робототехніків і планувальників збірки.
В автомобільній промисловості виробники відіграють більшу роль на етапах розробки автомобільних компонентів, щоб гарантувати, що продукти прості у виробництві. Розробка для технологічності в автомобільному світі має вирішальне значення для того, щоб визначити, який дизайн розроблено на стадії дослідження та розробки автомобільного дизайну. Після того, як проект розроблено, за роботу беруться інженери-виробники. Вони розробляють машини та інструменти, необхідні для створення автомобільних компонентів або транспортних засобів, і встановлюють методи масового виробництва продукту. Робота інженерів-виробників полягає в тому, щоб підвищити ефективність автомобільного заводу та впровадити технології економічного виробництва, такі як Шість сигма та Кайдзен.